# Andrónico Paleólogo Ángelo
Andrónico Ángelo Comneno Ducas Paleólogo (en griego: Ἀνδρόνικος Ἄγγελος Κομνηνός Δούκας Παλαιολόγος c. 1282-1328), fue un aristócrata y jefe militar bizantino.
Nació hacia 1282 de Demetrio Comneno Ducas Cutrule, hijo de Miguel II Comneno Ducas, gobernante de Epiro, y Ana Comneno Paleólogo, hija del emperador bizantino Miguel VIII Paleólogo. Hacia 1326 ocupaba el cargo de protovestiario y el rango de protosebasto. En 1327-1328, Andrónico fue gobernador militar de Berat. Durante la guerra civil bizantina de 1321-1328, inicialmente se puso del lado de Andrónico III Paleólogo contra su abuelo Andrónico II Paleólogo, pero luego cambió de bando. Como resultado, cuando Andrónico III expulsó a su abuelo en 1328, arrestó a su familia y confiscó sus propiedades y sus extensos dominios en Macedonia. Andrónico se vio obligado a desertar a Serbia, muriendo en el exilio en Prilep en 1328.
Estaba casado con una hija sin nombre de un tal Cocala. La pareja tuvo al menos dos hijas, la futura consorte de Epiro Ana Paleólogo y otra hija de nombre desconocido, que se casó con Juan Ángelo, gobernador de Tesalia.